# ناسون (ایلینوی)
ناسون، ایلینوی (به انگلیسی: Nason, Illinois) یک شهر در ایالات متحده آمریکا است که در ایلی‌نوی واقع شده‌است.